# Кавказская армия (газета)
«Кавказская Армия» — еженедельная военная и общественно-литературная газета для личного состава Кавказской армии, с иллюстрациями и еженедельными и ежемесячными приложениями.
Девизом «Кавказская Армия» избрала:
- «1) единство военных сил Империи, Верховным Вождем коих является Государь Император;
- 2) все военнослужащие должны быть воспитаны в военно-гражданских правах и обязанностях на почве безусловной внепартийности»[1]. Формат еженедельной газеты — большая газета.

## История
Еженедельно издаваемая в Тифлисе, с 22 декабря 1907 года, газета служила печатным органом для личного состава и гражданских лиц   Кавказского военного округа. Редактор-издатель газеты — Б. С. Эсадзе, ротмистр. Газета имела подписную цену — 12 рублей в год с  еженедельными и ежемесячными приложениями.
Задачами газеты для личного состава гражданских лиц были:
- 1) объединение военнослужащих;
- 2) улучшение экономически их положения;
- 3) объективное освещение вопросов военной жизни в связи с необходимыми реформами;
- 4) создание Кавказского военного фонда помощи увечным и сиротам убиенных воинов.

Последняя газета «Кавказская Армия» вышла 5 мая 1909 года.

### Выпуски
Выпуски год, номер (число-месяц):
- 1907, № 1 (22-XII);
- 1908, № 2 (1-I) — № 51 (23-XII);
- 1909, № 1 (1-I) — № 17 (27-IV), последний № 18 (5-V)[4].

### Приложения
К газете «Кавказская Армия» предполагались приложения:
- ежемесячный журнал «Кавказский Военный Вестник»;
- еженедельная газета «Кавказский Ветеран»[5][6], с 1909 года газета называлась ― «Скобелевский сборник»[4].;
- «Листок Кавказского экономического общества» (1908 год), в другом источнике указан «Листок Кавказского офицерского экономического общества», существовавший с 1895 года[7] (возможно это разные периодические издания).